# Narses (sátrapa de Rinde)
Narses (em persa médio: nrshy; romaniz.: Narseh; em parta: nryshw; romaniz.: Narseh; em grego clássico: Ναρσαίου; romaniz.: Narsaíou) foi um oficial sassânida do século III, ativo durante o reinado do xá Sapor I (r. 240–270). 

## Nome
Narses é a forma helenizada e latinizada do nome. Em armênio, ocorre como Nerses. A atestação mais antiga do nome ocorre nos Feitos do Divino Sapor, uma inscrição trilíngue do reinado do xainxá sassânida Sapor I (r. 240–270). Em parta é registrado como Narsēs e em pálavi como Narsē. O nome deriva do avéstico Nairyō saŋha-, que literalmente significa "o de muitos discursos", ou seja, o mensageiro divino.

## Vida
Narses é conhecido apenas a partir da inscrição Feitos do Divino Sapor segundo a qual era sátrapa (governador) de Rinde. Faz parte de um grupo de sete governadores só conhecidos a partir dessa inscrição, mas a julgar que está entre os dignitários da corte de Sapor, devia ter posição elevada. Essa ideia é reforçada por receber sacrifícios ordenados pelo rei. Na lista aparece em quarto entre os sátrapas e em trigésimo sétimo entre os dignitários. Sua sede, cuja localização é ainda desconhecida, foi variadamente identificada com Ragas/Rai, Revande e Ravinde.